# 施莱希茨阿特
施莱希茨阿特（德語：Schlechtsart）是德国图林根州的市镇，隶属于希尔德布格豪森县。总面积为4.57平方千米，截至2023年12月31日总人口为140人。